# George H. Smith
George Hamilton Smith (Japón, 10 de febrero de 1949 - Bloomington, 8 de abril de 2022) fue un autor y educador libertario estadounidense. Creció en Tucson, Arizona y estudió en la Universidad de Arizona algunos años sin obtener ningún título universitario.

## Biografía
Se mudó a Los Ángeles, California durante 1971 y obtuvo un contrato con Nash Publishing, con la intercesión de Roy A. Childs Jr., para publicar un libro sobre ateísmo que se convirtió en un superventas ateo del siglo XX, Atheism: The Case Against God (1974) donde postuló el planteamiento conocido como la apuesta de Smith, una respuesta atea -objetivista- a la apuesta de Pascal. Desde la década de los 70 hasta la década de los 90 impartió clases de filosofía política y de historia política e intelectual americana bajo los auspicios del Cato Institute y del Institute for Humane Studies. Durante la década de los 80, Smith fue el editor general de Knowledge Products, una compañía de Nashville que produjo grabaciones de audio educativas sobre filosofía, historia, economía y temas de actualidad. Estas grabaciones fueron usadas ampliamente en las aulas de educación superior.
Sus trabajos publicados usualmente tratan de temas como la pena capital (a la que se opone), anarquismo de propiedad privada, tolerancia religiosa, y ateísmo. Ha escrito sobre William Wollaston, Herbert Spencer, Thomas Hobbes, John Locke, Ayn Rand, y otras figuras.

## Libros publicados
- Atheism: The Case Against God. 1974. ISBN 0-8402-1115-5 and ISBN 0-87975-124-X
- Atheism, Ayn Rand and Other Heresies. 1991. ISBN 0-87975-577-6
- Why Atheism? 2000. ISBN 1-57392-268-4
- The system of Liberty 2013. ISBN 978-0-521-18209-6